# 7002井
7002井位於四川省武勝縣，文物遺址年代判定為1971-1976年。2012年7月16日公佈為第八批四川省文物保護單位。
7002井，又稱龍女基準井，位於四川省武勝縣萬善鎮旗井村，東距武勝縣城18公里。該井於1971年8月開鑽，1976年2月完鑽，共鑽井深至6011米，為中國第一口超深井。除井體以外，現存有附屬的機座、泥漿池、污水池、化驗室、休息室和庫房等建築物，占地面積近40000平方米。該井是1960、70年代中國“超英、趕美、追蘇聯”口號下的直接產物，是那個特殊歷史時代的實物見證；同時作為中國井勘工程中重要基準井，它又為研究四川地區乃至全國地層地質活動以及油、氣、鹽鹵等資源的開發提供重要的數據資料。